# احمدور رشید چودری
احمدور رشید چودری (بنگالی: আহমেদুর রশীদ চৌধুরী؛ زادهٔ ۲۸ مارس ۱۹۷۳) ویراستاری، ناشر، شاعر، یک مشاور مبتکر و خلاق اهل بنگلادش است. او را به توتول می‌شناسند. وی در ۲۰۱۶ توسط مارگارت اتوود انتخاب شد و برنده جایزه بین‌المللی قلم و همچنین نشان شجاعت شد. چودری علاوه بر این برنده جایزه انجمن ناشران بین‌المللی، لیست کوتاه شد و در ۲۰۱۸ برنده دو جایزه ولتایر و جایزه اوسیتسکی شد. مقالات وی در روزنامه‌ها و مجلات و وبلاگ‌ها مورد استفاده قرار می‌گیرد.

## زندگی‌حرفه‌ای
در ۱۹۹۰چودری مجله شادباشار را تأسیس کرد. او در ۲۰۰۴ یک انتشارات، با همین نام، در داکا تأسیس کرد. شادباشار برنده جایزه شهید منیر چودری شد که توسط آکادمی بنگال در ۲۰۱۳ به چودری اعطا شد. در فوریه ۲۰۱۵، او به دلیل انتشار مطالب نویسندگان ملحد تهدید به مرگ شد.
در ۳۱ اکتبر ۲۰۱۵، وی توسط مهاجمان با چاقو مورد حمله قرار گرفت. چودری در وضعیت وخیمی مصدوم شد و در بیمارستان بستری گردید. انصارالله (AQIS بنگلادش) مسئولیت این حمله را بر عهده گرفت. او در ژانویه ۲۰۱۶به تبعید رفت و در نروژ ساکن شد. هنگامی که او به عنوان نویسنده مهمان توسط شبکه بین‌المللی شهرهای پناهندگی و مقامات نروژی دعوت شد. او در مشغول کار در مجله آنلاین خود شادباشار بود. مأموریت اصلی شادباشار انتشار آثاری در زمینه سیاست، آزادی بیان، فعالیت و ادبیات است. این پلتفرم برای الهام بخشیدن به نویسندگان و فعالان، به ویژه کسانی که در معرض خطر یا تبعید هستند می‌باشد تا با ارائه فرصتی برای انتشار آثار خود و مشارکت در تغییر اجتماعی و سیاسی از طریق تبادل ایده‌ها پیدا کنند.
در ۲۰۱۶، مجله شادباشار با دریافت نشان بین‌المللی شجاعت و جایزه پن پینتر اعطا شد. چودری فینالیست جایزه آزادی انتشار IPA ۲۰۱۶ و انجمن ناشران بین‌المللی، فهرست کوتاه ۲۰۱۸ را کسب کرد. در ۲۰۱۷وی در "انجمن آزادی اسلو" "الهام بخش" کنفرانس بود.